# اچ‌جی
اچ‌جی (انگلیسی: Hg) شرکت سرمایه‌گذاری آلمانی است، که در سال ۲۰۰۰ تأسیس شد.